# Merveil Ndockyt
Merveille Valthy Streeker Ndockyt (Brazzaville, 20 luglio 1998) è un calciatore congolese (Repubblica del Congo), centrocampista dell'HNK Gorica e della nazionale congolese.

## Carriera

### Club
Il 20 agosto 2016 viene acquistato a titolo definitivo dalla squadra albanese del Tirana, con cui firma un contratto biennale con scadenza il 30 giugno 2018.
Il 12 agosto 2017 viene acquistato a titolo definitivo per 400.000 euro dalla squadra spagnola del Getafe B, con cui firma un contratto quadriennale con scadenza il 30 giugno 2021.
Non trovando spazio con il club, viene ceduto in prestito al Maiorca, al Barcellona B e ai croati dell'Osijek; viene riscattato da quest'ultimi il 27 luglio 2020.

### Nazionale
Nel 2015 ha esordito nella nazionale congolese.

## Palmarès

### Club

#### Competizioni nazionali
- Coppa d'Albania: 1

Tirana: 2016-2017